# Alvia
Alvia è un servizio ferroviario ad alta velocità in Spagna utilizzato da Renfe Operadora per il servizio a lunga percorrenza con treni che viaggiano ad una velocità massima di 250 km/h. I treni hanno la possibilità di utilizzare sia lo scartamento iberico che lo scartamento normale, il che consente loro di viaggiare sulle linee ad alta velocità di recente costruzione per una parte del viaggio prima di passare alla rete a scartamento iberico "classico" per tratte più vetuste. I treni che circolano esclusivamente su binari ad alta velocità sono marchiati AVE o Avant.

## Materiale rotabile

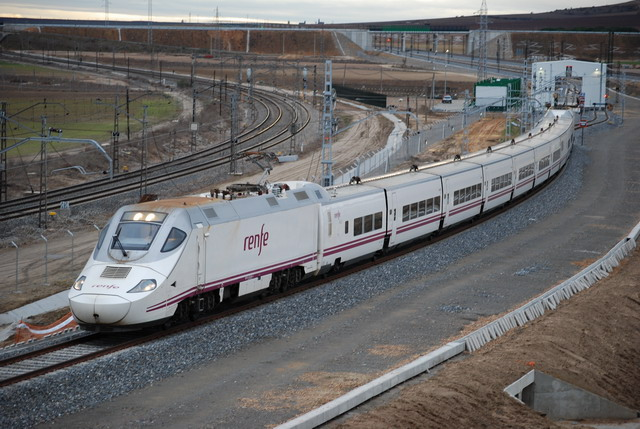
Un Alvia Madrid - Hendaye (Classe RENFE 130) a Valdestillas, Valladolid.

- Serie 120: prodotta da CAF, dispone di 81 posti in business class e 156 posti in seconda classe. È composto da 4 vetture a trazione distribuita. Al 2023 ne risultano consegnati 28, tutti in servizio
- Serie 130: prodotta da Talgo, dispone di 63 posti in business class e 236 posti in seconda classe. È composto in media da 11 carrozze e due motrici. Al 2023 dei 45 treni consegnati, sotto questa serie risultano in servizio 30 convogli.
- Serie 730:  prodotta da Talgo, è un'evoluzione dei treni della serie 130. Essi hanno la possibilità di viaggiare in modalità "ibrida", quindi sia nelle tratte elettrificate, sia lungo binari più vecchi e non elettrificati sfruttando un motore diesel. Tutti i 15 convogli in servizio erano in origine facenti parte del lotto di S 130.

## Tratte

In blu i tratti delle linee ferroviarie ad Alta Velocità, in rosso i tratti della linea convenzionale (a scartamento iberico).

I treni della classe 120 vengono utilizzati sulle rotte da Madrid a Pamplona, Logroño, Irun e Hendaye (Francia) (corrono su linee ad alta velocità da Madrid a Burgos da dove in seguito cambiando scartamento), e tra Barcellona e Irun, Bilbao (corrono su linee ad alta velocità tra Barcellona e Saragozza ).
I treni della Classe 121 vengono utilizzati sulle tratte da Madrid a Huelva, Ponferrada, Gijón e Santander, e cambiano scartamento a Siviglia, León e Venta de Baños.
I treni della classe 130 vengono utilizzati sulle tratte da Madrid a Bilbao, da Alicante a Gijón e Santander, cambiando scartamento a León, e tra Barcellona e la Galizia.
Infine, la Classe 730 viene utilizzata sulle rotte da Madrid Chamartín a La Coruña, Ferrol, Vigo, Pontevedra, Lugo e Badajoz. Questi treni operano anche sulle tratte da Madrid a Murcia . A differenza delle altre classi, queste motrici possono funzionare sia con motore diesel che con energia elettrica aerea, pertanto vengono utilizzate su quelle tratte dove le linee non sono elettrificate.
Al 2023 in sintesi queste sono le tratte offerte da RENFE:
- Alicante–Santander, via Villena, Albacete, Cuenca, Madrid, Segovia, Valladolid, Palencia e Torrelavega.
- Barcellona–A Coruña, passando per Camp Tarragona, Lleida, Saragozza, Tudela, Castejon, Tafalla, Pamplona, Vitoria-Gasteiz, Miranda de Ebro, Burgos, Palencia, Sahagun, León, Astorga, Bembibre, Ponferrada, O Barco de Valdeorras, A Rúa, San Clodio-Quiroga, Monforte de Lemos, Ourense e Santiago de Compostela.
- Barcellona–Bilbao, passando per Camp Tarragona, Lleida, Saragozza, Tudela, Castejon, Calahorra, Logroño, Haro e Miranda De Ebro.
- Barcellona–San Sebastian, passando per Camp Tarragona, Lleida, Saragozza, Tudela, Castejon, Tafalla, Pamplona, Altsasu e Zumarraga.
- Barcellona–Salamanca, passando per Camp Tarragona, Lleida, Saragozza, Tudela, Castejon, Tafalla, Pamplona, Vitoria-Gasteiz, Miranda de Ebro, Burgos, Valladolid e Medina del Campo.
- Barcellona–Vigo, via Lleida, Saragozza, Pamplona, Vitoria-Gasteiz, Burgos, León, Ponferrada, Ourense e Guillarei, con servizi di collegamento con Gijón a León e con La Coruña a Monforte de Lemos.
- Gijón–Castellón, via Oviedo, Mieres Del Camín, La Pola, León, Palencia, Valladolid, Segovia, Madrid, Cuenca, Requena Utiel, Valencia e Sagunto.
- Gijón–Vinaros, via Oviedo, Mieres Del Camín, La Pola, León, Palencia, Valladolid, Segovia, Madrid, Cuenca, Valencia, Sagunto, Castellón, Benicàssim, Oropesa del Mar e Benicarló (solo in estate).[3]
- Gijón–Alicante, via Oviedo, Mieres Del Camín, La Pola, León, Palencia, Valladolid, Segovia, Madrid, Cuenca, Albacete e Villena.
- Madrid–A Coruña, via Zamora, Ourense e Santiago de Compostela.
- Madrid–Badajoz, via Leganés, Torrijos, Talavera De La Reina, Oropesa de Toledo, Navalmoral De La Mata, Monfragüe-plasencia, Cáceres e Mérida.
- Madrid–Bilbao, via Segovia, Valladolid, Burgos e Miranda de Ebro.
- Madrid–Badajoz, via Leganés, Torrijos, Talavera De La Reina, Oropesa, Navalmoral De La Mata, Monfragüe-plasencia, Cáceres e Mérida.
- Madrid–Cadice, via Ciudad Real, Puertollano, Córdoba, Siviglia e Jerez de la Frontera.
- Madrid–Ferrol, via Segovia, Medina del Campo, Zamora, Sanabria, A Gudiña, Ourense, Santiago de Compostela, A Coruña, Betanzos e Pontedeume.
- Madrid–Gijón, via Valladolid, Palencia, León e Oviedo.
- Madrid–Huelva, via Cordoba e La Palma Del Condado.
- Madrid–Irun, via Segovia, Valladolid, Burgos, Miranda de Ebro, Vitoria-Gasteiz, Zumarraga, Tolosa e San Sebastián.
- Madrid–Logroño, passando per Guadalajara, Calatayud, Tudela e Calahorra
- Madrid–Lugo, via Segovia, Medina del Campo, Zamora, Sanabria, A Gudiña, Ourense, Monforte De Lemos e Sarria.
- Madrid–Cartagena, via Albacete, Hellin, Cieza, Murcia, Balsicas-mar Menor e Torre-pacheco.
- Madrid–Pamplona, via Guadalajara, Calatayud, Tudela e Tafalla.
- Madrid–Pontevedra, via Zamora, Sanabria, A Gudiña, Ourense, Santiago de Compostela e Vilagarcia De Arousa.
- Madrid–Salamanca, via Segovia e Medina del Campo.
- Madrid–Santander, passando per Valladolid, Palencia, Aguilar De Campoo, Reinosa e Torrelavega.
- Madrid–Santiago de Compostela, via Zamora, Sanabria, A Gudiña e Ourense.
- Madrid–Vigo, via Segovia, Medina del Campo, Zamora, Sanabria, A Gudiña, Ourense e Pontevedra.

## Incidenti
Il 24 luglio 2013, un treno RENFE 730 in viaggio da Madrid a Ferrol, è deragliato vicino a Santiago di Compostela uccidendo 81 persone e ferendone più di 140.